# Bryopsis
Bryopis är ett växtsläkte av gruppen Siphonales bland grönalgerna. Släktet beskrevs av den franske biologen Jean Vincent Félix Lamouroux 1809.
Bålen består av långa, fjäderformig förgrenade trådar eller rör. Fortplantningen sker på könlig väg genom sammansmältning av han- och hongameter. Bryopsis plumosa (grönplym) förekommer utefter norska kusten och svenska västkusten ned ungefär till Ven i Öresund.